# Tapinoma pygmaeum
Tapinoma pygmaeum este o specie de furnică din genul Tapinoma. Descrisă de Dufour în 1857, specia este endemică în Franța și Spania.